# ポール＝エミール・ボッタ

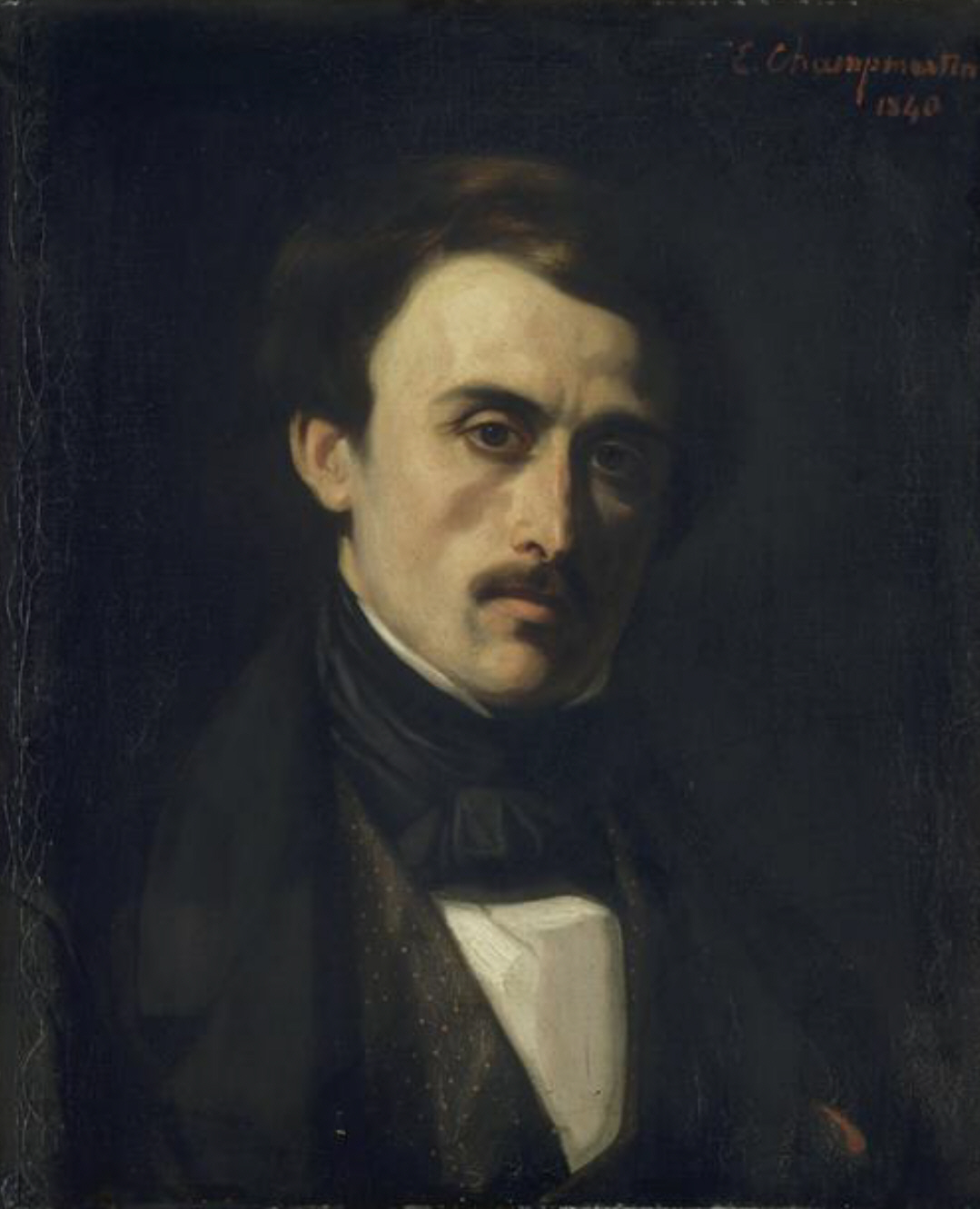

ポール＝エミール・ボッタ（Paul-Émile Botta、1802年12月6日 - 1870年3月29日）は、フランスの外交官で考古学者。アッシリア学の草分けで、1843年にコルサバード（ドゥル・シャルキン）のサルゴン2世の王宮を発掘したことで知られる。

## 生涯
ボッタはトリノで生まれた。トリノはサルデーニャ王国の中心都市だったが、当時ナポレオン戦争下でサルデーニャ王国は（サルデーニャ島以外）フランスに併合されていた。ボッタの父で歴史学者のカルロ・ボッタはフランスに亡命していたことからフランス側についており、戦後は祖国から処罰されることを恐れてフランスの市民権を得た。
1826年から1829年にかけて、ボッタはデュオー＝シリー（フランス語版）による世界探検に同行した。
アレクサンドリア領事に就任中、エジプト、イエメン、リビアを旅行した。
1842年にモースル領事に就任した。イギリスのクローディアス・リッチが大英博物館にもたらしたメソポタミアのコレクションに深く印象づけられたボッタは、アジア協会のユーリウス・モールとともにモースルの発掘計画をたてた。はじめ、リッチによってニネヴェの跡とされたクユンジクの発掘を開始したが、その後にコルサバードに移り、そちらで成功をおさめた。これはメソポタミアの最初の考古学的発掘だった。ボッタの発掘にはフランス政府によって予算がつけられ、出土物は画家のウジェーヌ・フランダンによって絵に描かれ、全5巻からなる報告書『ニネヴェのモニュメント』(Monuments de Ninive, 1849-1850)が作られた。報告書の題はボッタがコルサバードこそ古代のニネヴェであると考えためであるが、後に誤りであることがわかった。
出土物には今もルーヴル美術館に展示されている有名な有翼人面牡牛像などのほかに、楔形文字の粘土板もあり、楔形文字の初期の解読に材料を提供した。ボッタは楔形文字の解読はできなかったが、同じ語に対してさまざまに異なる表記があることに気づいた。
1848年のフランス革命の後は発掘は放棄され、ボッタはトリポリやエルサレムに赴任した。モースルの発掘は1851年になって後任のモースル領事ヴィクトル・プラスによって継続された。